# تقسیم دوتایی
نوعی تولید مثل است که اغلب توسط سلول‌های پروکاریوتی انجام می‌شود. زاده‌های حاصل از تقسیم دوتایی، کلون می‌باشند. در برخی از سلول‌های یوکاریوتی نیز تقسیم دوتایی صورت می‌گیرد ولی نه به صورتی که ما تصور می‌کنیم بلکه برخی از اندامک‌های درون سلول یوکاریوتی مانند میتوکندری یا کلروپلاست با تقسیم دوتایی به دو اندامک کاملاً شبیه به هم تبدیل می‌شوند.